# Смит, Обри
Чарльз О́бри Смит (англ. Charles Aubrey Smith, 21 июля 1863, Лондон — 20 декабря 1948, Беверли-Хиллз) — британский актёр, работавший в Америке. Дебютировал на театральной сцене в 1895 году и в кино в 1915 году. Снялся в более чем 100 фильмах. В 1944 году он был посвящён в рыцари Георгом VI. Имеет звезду на Аллее славы в Голливуде.

## Биография

### Детство и юношество
Чарльз Обри Смит, широко известный как Обри Смит, был выдающимся британским актёром и крикетистом, чья карьера охватывала викторианскую эпоху и ранний Голливуд. Родился 21 июля 1863 года в Лондоне, Англия, в семье Чарльза Джона Смита, врача. Смит учился в школе Чартерхаус и позже в Кембриджском университете, где проявил себя как талантливый спортсмен и получил признание за свои успехи в крикете.

### Ранние годы и карьера в крикете
Ранние годы Смита отличались его выдающимся талантом в крикете. Будучи праворуким быстрым боулером, он играл за Кембриджский университет и дебютировал в первоклассном крикете в 1882 году. Также он выступал за команду Суссекса и был капитаном сборной Англии в тестовом матче против Южной Африки в 1889 году, обеспечив себе место в истории крикета. Его лидерские качества на поле были столь впечатляющими, что позже, переехав в Калифорнию, он основал «Голливудский крикетный клуб», в котором участвовали другие актёры и англичане, любившие этот спорт.

### Переход к актёрской карьере
Актёрская карьера Смита началась на лондонской сцене в конце XIX века. Постепенно он перешёл из театра в зарождающуюся киноиндустрию и нашёл успех благодаря своей внушительной внешности и уверенному голосу. Его переезд в Голливуд закрепил за ним образ типичного английского джентльмена. Смит часто играл роли аристократов, отставных военных и судей, что стало его визитной карточкой благодаря его характерным чертам и манере речи.

### Успех в Голливуде
Самые известные фильмы с участием Обри Смита включают Узника замка Зенда (1937), где он сыграл полковника Запта, и Ребекку (1940), где исполнил роль полковника Джулиана. Его карьера включала выступления с ведущими актёрами того времени, такими как Кларк Гейбл, Грета Гарбо и Лоуренс Оливье. Смит заслужил уважение не только за свои актёрские способности, но и за роль наставника молодых актёров и привнесение атмосферы достоинства на съёмочную площадку.

### Почести и наследие
В 1938 году Смит был посвящён в рыцари королём Георгом VI за его вклад в искусство и роль культурного посланника Британии в Америке. Его наследие помнят как мост между золотой эпохой театрального искусства в Лондоне и ранним кинематографом Голливуда. Обри Смит скончался 20 декабря 1948 года в Беверли-Хиллз, Калифорния, в возрасте 85 лет.

### Личная жизнь
В 1896 году Смит женился на Изабелле Вуд, и у них был один ребёнок. Он был известен своими безупречными манерами и пользовался уважением среди коллег и зрителей. Его преданность как крикету, так и актёрскому искусству отражала его яркое двойное наследие как спортсмена и артиста.

### Влияние
Жизнь и карьера Обри Смита были символом эпохи, когда спортивное мастерство и театральное искусство могли сосуществовать в одном человеке. Он остаётся фигурой, олицетворяющей стойкость викторианских ценностей и дух приключений киноискусства начала XX века.

## Некоторые фильмы
- 1932 — Тарзан — человек-обезьяна (1932) — Джеймс Паркер
- 1932 — Неприятности в раю — Адольф Жирон
- 1933 — Секреты — Уильям Марлоу
- 1933 — Королева Кристина — Оге
- 1934 — Мы снова живы — князь Корчагин
- 1934 — Клеопатра — Гней Домиций Агенобарб
- 1934 — Распутная императрица — принц Август
- 1935 — Китайские моря — мистер Доусон
- 1935 — Флорентийский кинжал — доктор Литтон
- 1935 — Жизнь бенгальского улана – майор Гамильтон
- 1936 — Ромео и Джульетта
- 1937 — Крошка Вилли Винки
- 1937 — Пленник Зенды — полковник Запт
- 1937 — Ураган — отец Пол
- 1938 — Четверо мужчин и помощница — полковник Лоринг Ли
- 1939 — Другой тонкий человек — полковник Бёрр Макфей
- 1939 — Четыре пера
- 1939 — Балалайка — генерал Карагин
- 1940 — Ребекка — полковник Джулиан
- 1940 — Мост Ватерлоо — герцог
- 1941 — Доктор Джекилл и мистер Хайд
- 1943 — Вечность и один день — адмирал Юстас Тримбл
- 1945 — И не осталось никого — генерал Джон Мандрейк
- 1946 — Клуни Браун — полковник Чарльз Дафф Грэм
- 1947 — Непобеждённый — судья
- 1949 — Маленькие женщины — мистер Лоренс